# Palaiska
Palaiska är ett utdött språk som en gång talades i Anatolien i nuvarande Turkiet. Språket är känt i skrift från det andra årtusendet f.Kr. och tillhör språkgruppen anatoliska språk bland de indoeuropeiska språken. Endast omkring 200 ord är kända från palaiskan och de är kända från de hettitiska texter arkeologer fann i Boğazköy. Palaiskan dog ut senast 1200 f.Kr. Onofrio Carruba har gjort en av de få studier som finns om språket.